# ハルン・テキン
ハルン・テキン（Harun Tekin、1989年6月17日  - ）は、トルコ・イズミル県メネメン出身のプロサッカー選手。トルコ代表。カスムパシャSK所属。ポジションは、ゴールキーパー。

## 経歴

### クラブ
2007年、ギュンギョレン・ベレディイェスポルというクラブでキャリアをスタート。
2010-2011シーズン前にブルサスポルと3年契約を結んだ。

### 代表
2015年3月20日に代表初招集。UEFA EURO 2016ではメンバー入りしたものの出番はなかった。